# Reigen (opéra)
Versions successives
- Transcription pour orchestre de chambre en 2004 par Fabrizio Cassol

Reigen (« La ronde » en français) est un opéra du compositeur belge Philippe Boesmans sur un livret du metteur en scène suisse Luc Bondy, créé en 1993 à Bruxelles. L'histoire est adaptée de la pièce de théâtre du romancier autrichien Arthur Schnitzler, La Ronde, de 1897.

## Historique
Philippe Boesmans est en résidence à La Monnaie de Bruxelles depuis 1985 et y compose et créé son premier opéra, La Passion de Gilles, en 1983. Par ailleurs, il travaille avec Luc Bondy en 1989 quand lui est confiée par Gérard Mortier, le directeur de la maison belge, l'orchestration du Couronnement de Poppée de Claudio Monterverdi. Cette même année, est mis en place le projet de l'opéra Reigen, qui sera conçu durant quatre années ; le livret est adapté par Luc Bondy depuis la pièce d'Arthur Schnitzler.
Reigen est créé le 4 mars 1993 à La Monnaie de Bruxelles sous la direction de Sylvain Cambreling avec l'Orchestre symphonique de La Monnaie et mis en scène par Luc Bondy, avec les décors assurés par Erich Wonder et les costumes par Susanne Raschig. Les représentations sont divisées en deux séries, dont la deuxième, de dix séances un peu raccourcies, est dirigée par Patrick Davin, l'assistant du premier chef d'orchestre. La création de Reigen est bien accueillie par la critique. L'opéra est repris à Strasbourg, au Théâtre du Châtelet à Paris et à l'Opéra de Francfort.
L'Avant-scène opéra publie en juillet 1994 (no 160,  (ISBN 2-84385-132-7), une édition dédiée à cet opéra. En 2003, l'Opéra national du Rhin commande une version pour orchestre de chambre transcrite depuis Reigen à Fabrizio Cassol, créée en mai 2004 au Théâtre municipal de Colmar, puis repris en novembre à l'Opéra de Lausanne.
L'opéra est joué en 2013 par l'Orchestre du Conservatoire de Paris sous la direction de Tito Ceccherini et mis en scène par Marguerite Borie. Reigen fait l'objet d'une production en 2016 au festival Musica de Strasbourg sous la direction de Sylvain Cambreling et mise en scène par Nicola Hümpel. Cette production donnera lieu à une captation vidéo prise à l'opéra de Stuttgart. En 2017, il est monté à l'Amphithéâtre Bastille par l’Académie de l’Opéra de Paris avec la transcription pour orchestre de chambre de Fabrizio Cassol. Il est mis en scène par Christiane Lutz et dirigé par Jean Deroyer.

## Description
Reigen est un opéra en dix scènes en langue allemande d'une durée d'environ deux heures et quarante-cinq minutes. Il est distribué en dix dialogues tous entre deux personnages différents s’apprêtant à avoir une relation sexuelle ensemble, dont l'un des deux se retrouve dans la scène suivante.

### Rôles
| Rôle                       | Voix          | Créateur                |
| -------------------------- | ------------- | ----------------------- |
| Leocadia, la prostituée    | soprano       | Deborah Raymond         |
| Franz, le soldat           | ténor         | Mark Curtis             |
| Mizzi, la femme de chambre | mezzo-soprano | Elzbieta Ardam          |
| Alfred, le jeune homme     | ténor         | Roberto Sacca           |
| Emma, la jeune femme       | soprano       | Solveig Kringelborn     |
| Gottfried, l'époux         | baryton       | Franz-Ferdinand Nentwig |
| La grisette                | mezzo-soprano | Randi Stene             |
| Robert, le poète           | ténor         | Ronald Hamilton         |
| La comédienne              | soprano       | Françoise Pollet        |
| Le comte                   | baryton       | Dale Duesing            |

### Structure
La structure de Reigen se divise en dix tableaux qui reprennent chacun un élément du précédent :
1. La prostituée et le soldat
2. Le soldat et la femme de chambre
3. La femme de chambre et le jeune monsieur
4. Le jeune monsieur et la femme mariée
5. La femme mariée et l'époux
6. L'époux et la grisette
7. La grisette et le poète
8. Le poète et la comédienne
9. La comédienne et le comte
10. Le comte et la prostituée

### Orchestration
- Vents : 2 flûtes, 2 hautbois, 2 clarinettes, 2 bassons, 2 saxophones ;
- cuivres : 2 cors, 2 trompettes, 2 trombones ;
- percussions : timbales, cymbales, caisse claire, grosse ciasse, triangle, temple-blocks, aisse roulante, bongos, tumbas, tam-tam, maracas, crotales, marimba, vibraphone, cloches tubulaires ;
- autre : piano, harpe, célesta ;
- cordes : violons 1 et 2, altos, violoncelles et contrebasses.

## Enregistrements
- Ricercar, 1994, 133122/123, dir. Sylvain Cambreling, avec l'Orchestre symphonique de La Monnaie (enregistre en 1993).